# Eefke Mulder
Eefke Marije Mulder (* 13. Oktober 1977 in Nijmegen) ist eine ehemalige niederländische Hockeyspielerin. Sie gewann mit der niederländischen Nationalmannschaft die olympische Goldmedaille 2008 und die Silbermedaille 2004, sie war Weltmeisterin 2006 sowie Europameisterin 1999.

## Sportliche Karriere
Die 1,77 m große Mittelfeldspielerin wirkte in 115 Länderspielen mit, in denen sie 22 Tore erzielte.
Mulder debütierte 1997 in der Nationalmannschaft. Bei der Europameisterschaft 1999 in Köln gewannen die Niederländerinnen ihre Vorrundengruppe. Nach einem Halbfinalsieg über die englische Mannschaft, bei dem Eefke Mulder nicht mitwirkte, gewannen die Niederländerinnen das Finale mit 2:1 gegen die deutsche Mannschaft, im Finale war Mulder dabei.
2000 wurde Eefke Mulder nicht für das Olympiateam berücksichtigt. Erst drei Jahre später kehrte sie ins Nationalteam zurück. Bei den Olympischen Spielen 2004 in Athen gewannen die Niederländerinnen ihre Vorrundengruppe, wobei sie die zweitplatzierten Deutschen mit 4:1 besiegten. Im Halbfinale bezwangen die Niederländerinnen die Argentinierinnen nach Siebenmeterschießen. Im Finale trafen die Niederländerinnen wieder auf die deutsche Mannschaft und unterlagen 1:2.
Nach den Olympischen Spielen vergingen wieder fast zwei Jahre bis zu Mulders nächsten Länderspielen 2006. Bei der Weltmeisterschaft in Madrid gewannen die Niederländerinnen ihre Vorrundengruppe vor den Spanierinnen. Im Halbfinale siegten sie gegen die Argentinierinnen mit 3:1, mit dem gleichen Ergebnis gewannen sie den Titel gegen die Australierinnen. Bei der Europameisterschaft 2007 in Manchester bezwangen die Niederländerinnen im Halbfinale die spanische Mannschaft mit 3:0. Im Finale unterlagen sie der deutschen Mannschaft mit 0:2. Im Jahr darauf bei den Olympischen Spielen 2008 in Peking gewannen die Niederländerinnen ihre Vorrundengruppe vor den Chinesinnen. Nach einem 5:2-Halbfinalsieg gegen Argentinien trafen die Niederländerinnen im Finale erneut auf die Chinesinnen und gewannen mit 2:0.
Eefke Mulder spielte den größten Teil ihrer Karriere beim NMHC Nijmegen, wo auch ihre Schwester Maud aktiv war. Eefke Mulder ist Rechtsanwältin.